# 利索瓦沃皮齊亞
49°48′46″N 26°57′8″E / 49.81278°N 26.95222°E
利索瓦-沃利察（烏克蘭語：Лісова Волиця）是位於烏克蘭西部的村莊，由赫梅利尼茨基州裡赫梅利尼茨基區的安東尼尼市鎮負責管轄。該村面積1.08平方公里，海拔高度290米，2001年人口464，人口密度每平方公里429.2人。